# منيرفا مكجونجال
منيرفا مكجونجال (بالإنكليزية: Minerva McGonagall) شخصية خيالية لساحرة في سلسلة هاري بوتر للمؤلفة البريطانية ج. ك. رولنغ. ساحرة تعمل مديرة لمدرسة هوجوورتس للسحر والشعوذة وكانت تعمل سابقًا معلمة لمادة التحويل ونائبة لمدير المدرسة ألبس دمبلدور، بالإضافة لكونها رئيسة منزل غريفندور، ونائبة مدير المدرسة. تولت إدارة المدرسة خلال غياب ألباس دمبلدور عنها. هي عضوة في جماعة العنقاء وساحرة متحولة يمكنها التحول إلى قطة.
جسدت دورها في سلسلة الأفلام الممثلة البريطانية ماغي سميث، وجسَّدتها الممثلة الايرلندية فيونا جلاسكوت في فيلمَي جرائم جريندلوولد وأسرار دمبلدور.

## قائمة الظهور

### سلسلة الروايات
ظهرت مكجوناجال في بداية رواية هاري بوتر وحجر الفيلسوف (1997) عندما رافقت ألباس دمبلدور أثناء توصيله للرضيع هاري بوتر إلى منزل أقاربه من آل درسلي. عندما وصل هاري إلى هوغوورتس بعد عقد من الزمان، التقى بمكجونجال، أستاذة مادة التحويل ورئيسة منزل جريفندور. بعد أن لاحظت مهارات هاري في الطيران بالمكنسة، عرّفته ماكغوناجال على قائد فريق جريفندور للكويدتش، أوليفر وود. بمجرد تأهل هاري لفريق الكويدتش، اشترت له مكجونجال مكنسة نيمبوس 2000.
في رواية هاري بوتر وحجرة الأسرار (1998)، أصبحت مكجوناجال مديرة المدرسة بالإنابة بعد إيقاف دمبلدور من قبل وزارة السحر. عندما اكتشفت أن جيني ويزلي قد أُخذت إلى حجرة الأسرار، أمرت البروفيسور جيلدروي لوكهارت بإنقاذها. بعد أن أثبت لوكهارت عدم كفاءته، أنقذ هاري ورون ويزلي جيني.
في بداية كتاب هاري بوتر وسجين أزكابان (1999)، أعطت مكجونجال هرمايني جرانجر محولًا زمنيًا يسمح لها بحضور عدة دروس في الوقت نفسه عبر إعادة الزمن. بعد تدمير مكنسة نيمبوس 2000 الخاصة بهاري، أُرسلت إليه صاعقة نارية، لكن مكجوناجال صادرتها. ظنت أنها ملعونة، لكنها وجدتها في النهاية آمنة.
في كتاب هاري بوتر وكأس النار (2000)، شعرت مكجونجال بالقلق على سلامة هاري عندما تم اختياره بشكل غامض لبطولة السحرة الثلاثة. بعد وفاة سيدريك ديجوري، انضمت إلى ألباس دمبلدور وسيفيروس سنيب لإنقاذ هاري من آكل الموت بارتي كراوتش الابن.
انضمت مكجونجال إلى منظمة سرية تُدعى "جماعة العنقاء" في رواية هاري بوتر وجماعة العنقاء (2003). بعد أن رفضت أستاذة الدفاع ضد فنون الظلام دولوريس أمبريدج، المُعيّنة من قِبل الوزارة، تعليم الطلاب فنون السحر الدفاعي العملي، دعمت ماكغوناجال هاري ورون وهيرميون في تشكيل جماعة الدفاع عن النفس "جيش دمبلدور". أثناء محاولتها حماية روبيوس هاجريد من أمبريدج، تعرضت مكجونجال لاعتداء من قِبل أحد المدافعين ضد السحر الأسود في وزارة السحر ونُقلت إلى مستشفى سانت مونجو. تعافت في النهاية وعادت إلى هوجورتس قبل نهاية العام الدراسي.
في رواية هاري بوتر والأمير الهجين (2005)، تبارزت مكجونجال مع آكل الموت أليكتو كارو خلال معركة برج علم الفلك. عُيّنت مكجونجال مديرةً للمدرسة بعد وفاة دمبلدور، لكن سنيب استُبدل بها عندما تولى فولدمورت قيادة عالم السحر في هاري بوتر ومقدسات الموت (2007). واصلت التدريس، وكانت حاضرةً عندما عاد هاري ورون وهيرمايني إلى هوغوورتس بحثًا عن إكليل روينا ريفينكلو. بعد ذلك بوقت قصير، طردت مكجوناجال سنيب من هوجورتس. جهزت دفاعات المدرسة قبل هجوم فولدمورت، وساعدت في إجلاء الطلاب الأصغر سنًا إلى هوجسميد. خلال معركة هوجورتس، تبارزت ماكغوناجال مع فولدمورت إلى جانب هوراس سلوغهورن وكينغسلي شاكلبولت.

### سلسلة الأفلام
أدت ماغي سميث دور مكجونجال في سبعة من أفلام هاري بوتر الثمانية (لم تظهر في هاري بوتر ومقدسات الموت - الجزء الأول). على الرغم من إشادة ج. ك. رولينغ بأدائها، قالت ماغي سميث إن التمثيل في هذه الأفلام لم يكن مُرضيًا تمامًا. مع ذلك، قالت إنها استمتعت بكونها جزءًا من هذه السلسلة لأنها أتاحت لها فرصة التواصل مع أحفادها. خضعت سميث لعلاج كيميائي مكثف لسرطان الثدي أثناء تصويرها فيلم هاري بوتر والأمير الهجين. تركها هذا العلاج تشعر بـ"مرض شديد"، لكنها تعافت تمامًا في النهاية.

### المسلسل التليفزيوني
ومن المقرر أن تلعب الممثلة جانيت ماكتير دور مكجونجال في المسلسل التلفزيوني المقتبس عن سلسلة هاري بوتر والذي ستبثه HBO.